# زیردریایی یو-۳۲ (اس۱۸۲)
زیردریایی یو-۳۲ (اس۱۸۲) (به انگلیسی: German submarine U-32 (S182)) یک زیردریایی است. این زیردریایی در سال ۲۰۰۳ ساخته شد.